# NGC 600
NGC 600 (również PGC 5777) – galaktyka spiralna z poprzeczką (SBd), znajdująca się w gwiazdozbiorze Wieloryba. Odkrył ją William Herschel 10 września 1785 roku.